# Adriano Teixeira
Adriano Félix Teixeira, meglio noto solo come Adriano Félix (Fortaleza, 7 aprile 1973), è un ex calciatore brasiliano, di ruolo difensore.

## Carriera
Cresciuto nel Ferroviario AC-CE, nel firma per lo Sport Recife, con cui gioca tre anni prima di firmare per il Celta de Vigo con cui nel 96/97 disputa 20 partite prima di ritornare in Brasile con il Fluminense. Nel 1998 ritorna al Celta, dove gioca solo tre partite, prima di passare nel 2000 al SD Compostela, dove gioca da titolare fino al 2003. Dopo aver giocato con il Cultural Leonesa, in Segona B, Adriano ritorna in Brasile nel gennaio del 2005. Milita sei mesi nel Vasco da Gama prima di trasferirsi al Santa Cruz.